# Buiten (weekblad)
Buiten, met Geïllustreerd weekblad als ondertitel, was een Nederlands tijdschrift, dat wekelijks verscheen van 1907 tot en met 1936. De uitgever was Scheltema & Holkema's Boekhandel te Amsterdam, nu bekend onder de naam Scheltema. Het tijdschrift bevat artikelen op het gebied van natuur en landschap, landgoederen en buitenplaatsen, tuinieren, reizen en cultuurhistorie. De jaargangen van 52 nummers zijn later doorgaans ingebonden in groene of bruine banden, samen met een meegeleverde inhoudsopgave. Het tijdschrift bevat onder meer unieke foto's van kasteelinterieurs die tijdens de Tweede Wereldoorlog verloren gingen, zoals van het Groot Kasteel te Deurne in de jaargang 1912. De fotograaf Cornelis J. Steenbergh (1859-1939) droeg foto's van honderden Nederlandse monumenten bij. In 1937 fuseerde Buiten met Het Landhuis.

## Foto's uit Buiten

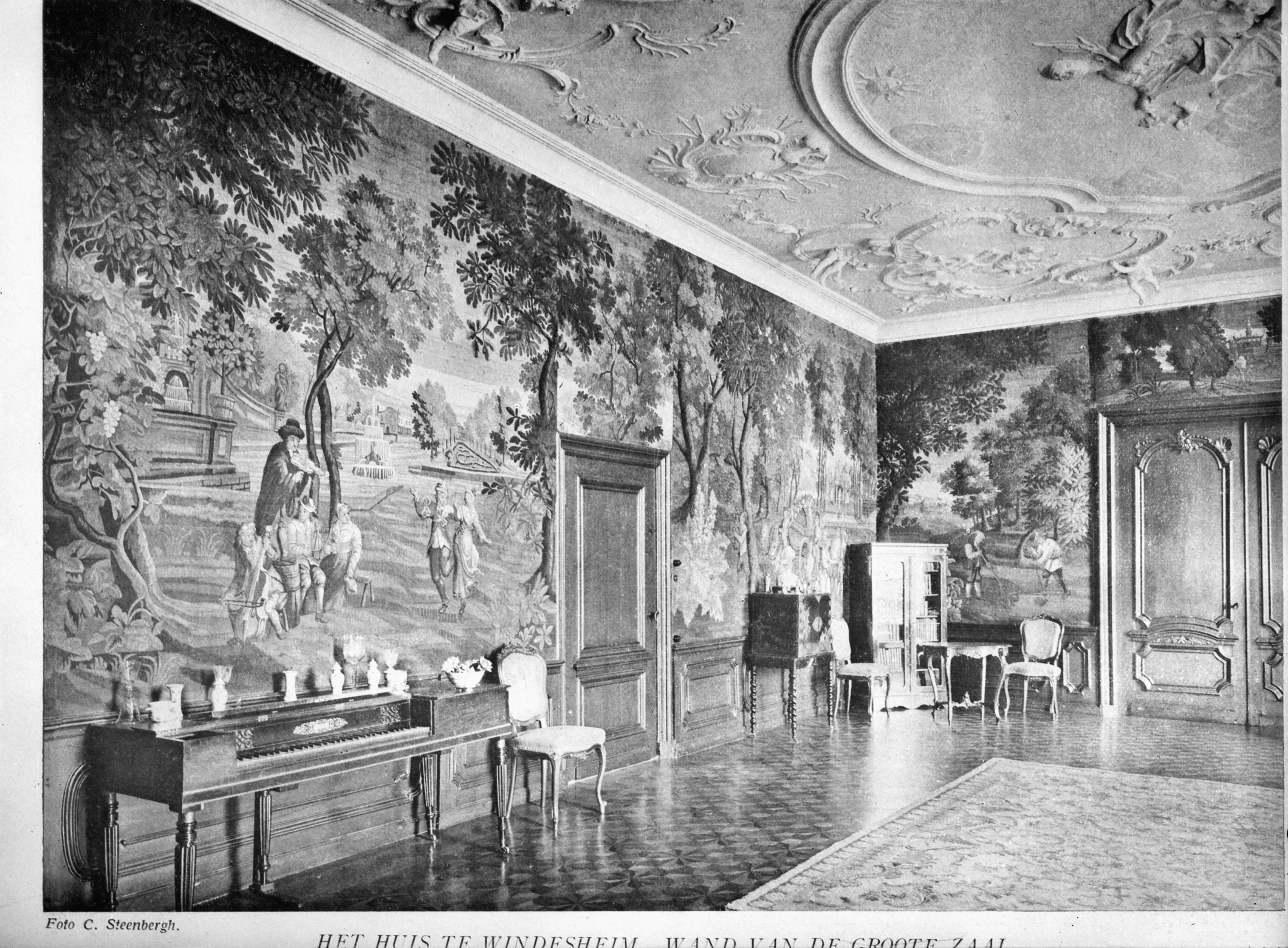
Buitenhuis Windesheim: interieur, overzicht salon met wandtapijten.  "Buiten", nr. 16 (1922). Foto C. Steenbergh
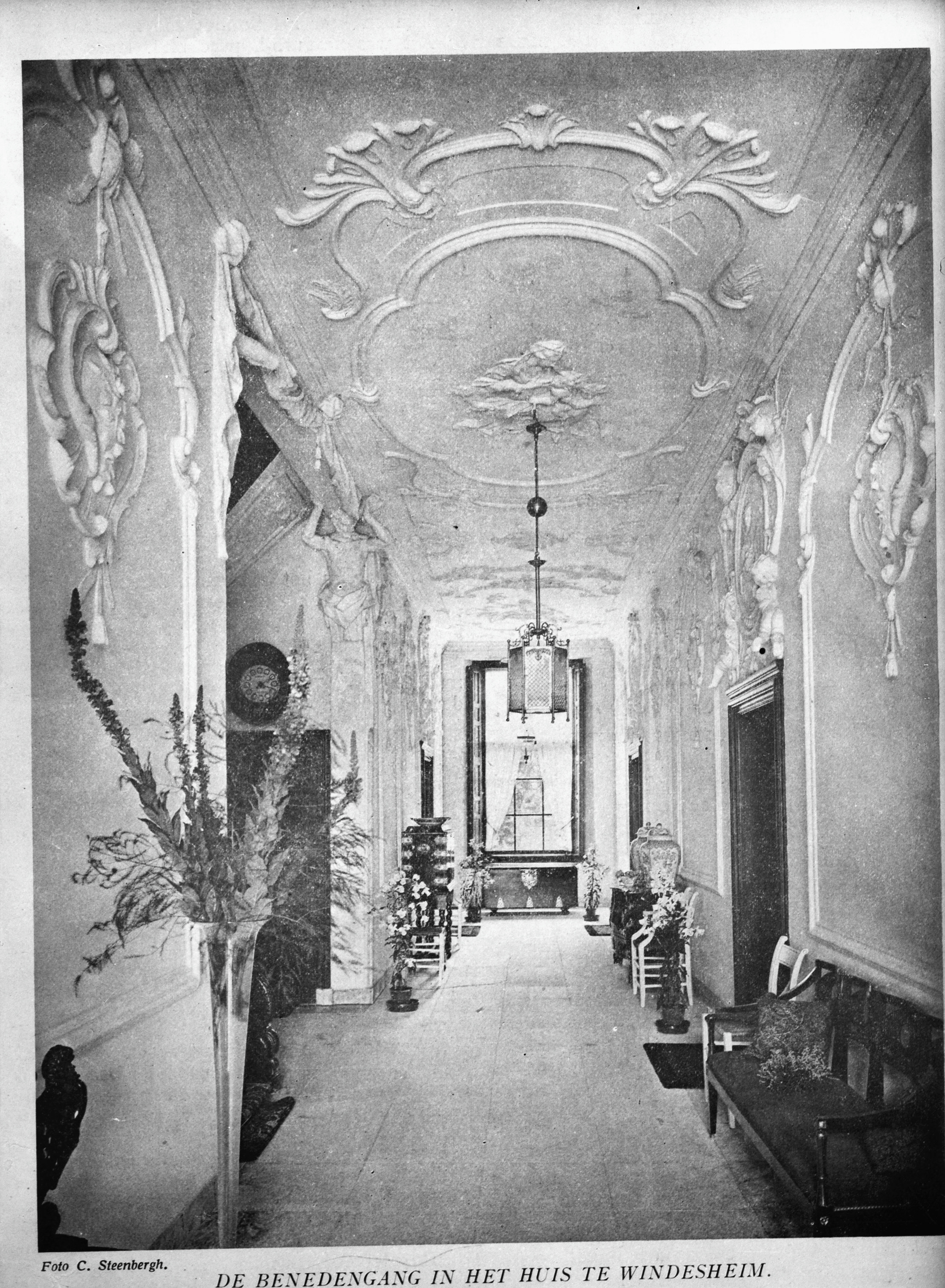
Buitenhuis Windesheim: Interieur, overzicht beneden gang. "Buiten", nr. 16 1922. Foto C. Steenberg
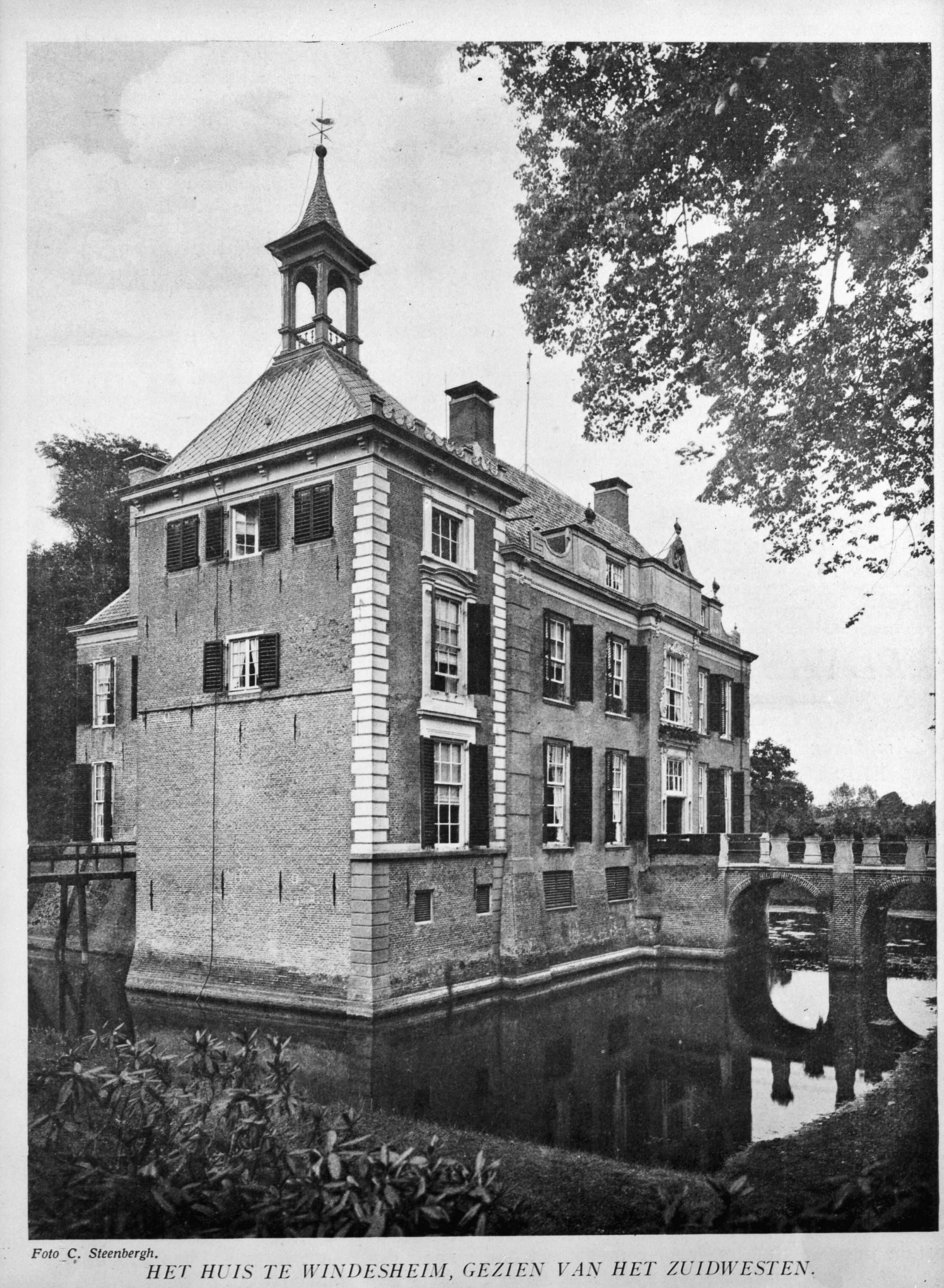
Buitenhuis Windesheim: overzicht Huis Windesheim, gezien vanuit het zuidwesten. "Buiten" nr. 16,  1922. Foto C. Steenbergh